# Camille Guérin
Jean-Marie Camille Guérin (Poitiers, 22 de diciembre de 1872-París, 9 de junio de 1961) fue un veterinario y biólogo francés.
Desarrolló, junto con el doctor Albert Calmette la vacuna contra la tuberculosis llamada BCG o Bacilo Calmette-Guérin, en 1921, en el Instituto Pasteur de Lille.
Camille Guérin procedía de una familia modesta. Su padre murió de tuberculosis en 1882. 
Estudió medicina desde 1892 a 1896 en la Escuela Nacional Veterinaria de Alfort, siendo profesor ayudante del patólogo Edmond Nocard (1850-1903).